# Joseph Billington
Joseph Billington là một cầu thủ bóng đá người Anh. Ông thi đấu 1 trận tại Football League cho Blackpool năm 1902, lần ra sân duy nhất của ông được biết đến.
Một trận đấu trong diện nghi vấn là Leicester Fosse ngày 15 tháng 3 năm 1902. Đội nhà thắng bằng một bàn.